# Waddinxveen
Waddinxveen (wymowaⓘ) – miasto i gmina w prowincji Holandia Południowa w Holandii ciągnące się wzdłuż rzeki Gouwe i znajdujące nieopodal miasta Gouda. Sumaryczna powierzchnia gminy wynosi 29,39 km² (z czego 1,52 km² to tereny podmokłe). Na rok 2006 liczyła sobie 26 304 mieszkańców.
Pierwsza wzmianka o tym miejscu pochodzi z 1233, kiedy Floris IV Holenderski 20 kwietnia tego roku kupił obszar torfowych wysepek wzdłuż rzeki Gouwe od Nicolasa z Gnepwijk, ówczesnego lorda Aalsmeer i Woubrecht, za 500 duńskich funtów. Wtedy też po raz pierwszy użyto nazwy Waddinxvene.
Pomiędzy 1817 a 1870 prowincja Waddinxvene została rozwiązana i podzielona na Noord-Waddinxveen (północną część) i Zuid-Waddinxveen (południową).

## Urodzeni w Waddinxveen
- Sharon den Adel (ur. 1974) – wokalistka zespołu metalowego Within Temptation
- Robert Westerholt (ur. 1975) – gitarzysta Within Temptation
- Mark van den Akker (ur. 1966) – radio-dj
- Sanne te Loo (ur. 1972) – autorka książek obrazkowych i ilustratorka
- Petrus Cornelis (Peter) Verheul (ur. 1965) – projektant czcionek i grafik
- Jack Delhi (ur. 1985) – DJ i producent muzyczny